# Polydora caulleryi
Polydora caulleryi är en ringmaskart som beskrevs av Mesnil 1897. Polydora caulleryi ingår i släktet Polydora och familjen Spionidae.
Artens utbredningsområde är Mexikanska golfen. Arten har ej påträffats i Sverige. Inga underarter finns listade i Catalogue of Life.